# Casino Royale (film, 1967)
Casino Royale je britsko-americký komediální špionážní film z roku 1967, který natočili režiséři John Huston, Ken Hughes, Val Guest, Robert Parrish a Joe McGrath podle scénáře Wolfa Mankowitze, Johna Lawa a Michaela Sayerse. Snímek volně vychází ze stejnojmenného prvního románu o tajném agentovi Jamesi Bondovi z roku 1953, nicméně se jedná se o parodii na špionážní filmy. V roli Jamese Bonda se představil David Niven, v dalších hlavních rolí hráli Peter Sellers, Ursula Andress, Woody Allen, Joanna Pettet, Orson Welles, Daliah Lavi, Deborah Kerr, William Holden, Charles Boyer a Jean-Paul Belmondo. Píseň z filmu „The Look of Love“ (hudba Burt Bacharach, text Hal David, zpěv Dusty Springfield) byla nominována na Oscara v kategorii Nejlepší filmová píseň.
Práva na film zakoupil americký producent Charles K. Feldman v roce 1960. Po zahájení série bondovek počínaje snímkem Dr. No (1962) se Feldman pokusil v roce 1964 dohodnout s jejich producentem Albertem R. Broccolim, avšak bez úspěchu. Nakonec projekt nabídl studiu Columbia Pictures, ovšem ve formě parodie na špionážní filmy, které v té době byly díky úspěšné Broccoliho sérii v módě. Natáčení probíhalo od ledna do října 1966 v několika filmových ateliérech v Londýně. Světová premiéra filmu se uskutečnila 13. dubna 1967 v Londýně, do britských kin byl uveden 23. dubna 1967, do amerických kin 28. dubna 1967.